# Keyla Ávila
Keyla Paola Ávila Ramírez (16 de junio de 1990) es una deportista hondureña que compitió en taekwondo. Ganó tres medallas de bronce en el Campeonato Panamericano de Taekwondo entre los años 2010 y 2016.

## Palmarés internacional
| Campeonato Panamericano | Campeonato Panamericano | Campeonato Panamericano | Campeonato Panamericano |
| Año                     | Lugar                   | Medalla                 | Categoría               |
| ----------------------- | ----------------------- | ----------------------- | ----------------------- |
| 2010                    | Monterrey (México)      | Medalla de bronce       | –67 kg                  |
| 2014                    | Aguascalientes (México) | Medalla de bronce       | +73 kg                  |
| 2016                    | Querétaro (México)      | Medalla de bronce       | +73 kg                  |